# 武州原谷駅

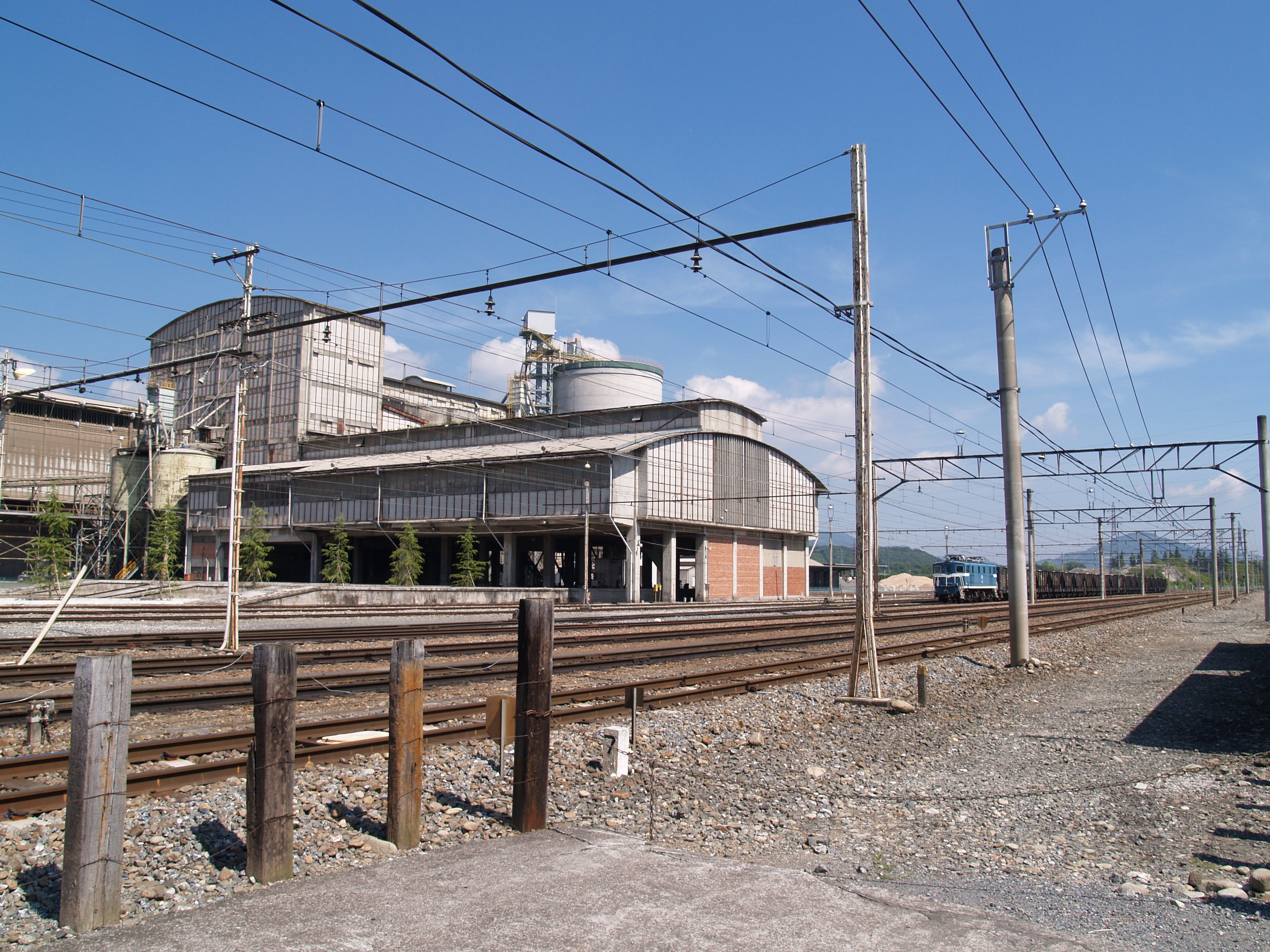
線路脇から撮影（2010年6月）

武州原谷駅（ぶしゅうはらやえき）は、埼玉県秩父市大野原にある秩父鉄道秩父本線の貨物駅である。かつては頻繁に貨車の入換作業が行われ、私鉄有数の貨物取扱量を誇る秩父鉄道を象徴する駅でもあった。

## 駅概要
秩父太平洋セメント（太平洋セメントグループ）秩父工場の東側に位置する地上駅で、同工場の専用線が接続している。
群馬県多野郡神流町にある叶山鉱山から総延長23キロメートルのベルトコンベアー（叶山鉱山石灰石長距離輸送トンネルベルトコンベヤ、略称KLT）で輸送された石灰石は当駅で貨車に積み替えられ、三ヶ尻駅（太平洋セメント熊谷工場）へ輸送されている。駅構内の入換用に、2両のディーゼル機関車（D203、D304）が常駐している。石灰石を満載した貨物列車を出発線に移す際には、かつて入替で使用されていた大野原駅側の勾配およそ10パーミルのハンプを登坂するために、D304型ディーゼル機関車が補機として貨物列車を押し、電気機関車を突放するシーンが見られる。また、扇町駅 - 三ヶ尻駅間で石炭輸送列車が運行されていた頃は、熊谷工場の休業時期のみ当駅発着となっていた。なお、石炭はクリンカー焼成の際に燃料として使用されるものである。
かつては隅田川駅など関東各地へ向けたセメント輸送が行われていたが、自動車輸送への代替で徐々に縮小された後、2006年（平成18年）3月18日のダイヤ改正を以て全廃された。

## 駅周辺
- 秩父太平洋セメント秩父工場
- 荒川

## 歴史
- 1956年（昭和31年）2月5日 - 開業。秩父セメント第二工場（現・秩父太平洋セメント秩父工場）の操業開始と同時期。

## 1985年時の常備貨車
- 秩父セメント所有
  - タキ1900形（セメント専用）45両
  - ホキ3100形（セメント専用）37両
  - ホキ5700形（セメント専用）265両
  - ホキ10000形（石灰専用）250両
  - テキ200形（袋詰セメント専用）20両

「昭和60年版私有貨車番号表」『トワイライトゾーンMANUAL13』ネコ・パブリッシング、2004年

## 利用状況
| 年度 | 発送貨物（トン） | 到着貨物（トン） |
| ---- | ---------------- | ---------------- |
| 1962 | 568,964          | 173,626          |
| 1963 | 550,723          | 924,57           |
| 1966 | 7109,55          | 143,252          |
| 1973 | 920,274          | 319,521          |
| 1979 | 1,343,327        | 290,954          |
| 1983 | 889,340          | 96,056           |
| 1989 | 875,868          | 87,554           |
| 1994 | 1,506,518        | 73,497           |
| 1999 | 1,652,107        | 145,874          |
| 2009 | 962,160          | 6,120            |

- 埼玉県統計年鑑各年度版

## 隣の駅
秩父鉄道
秩父本線
和銅黒谷駅 - 武州原谷駅 - 大野原駅